# الدوري البحريني الممتاز 1963–64
الدوري البحريني الممتاز 1963-1964 وهي النسخة الثامنة من الدوري البحريني الممتاز.

## نظرة عامة
توج المحرق باللقب.